# Die Techno-Väter
Die Techno-Väter (französisch Les Technopères) ist eine Science-Fiction-Comic-Serie von Alejandro Jodorowsky (Szenario), Zoran Janjetov (Zeichnungen) und Fred Beltran (Colorierung). Die Serie spielt im Incal-Universum.

## Handlung
Der junge Albino kam nach einer Vergewaltigung seiner Orakel-Mutter Panépha auf dem goldenen Asteroiden zur Welt. Er möchte virtuelle Spiele erschaffen und erbettelt sich einen Platz in der Pan-Techno-Vorschule. Schnell werden bei ihm ungewöhnliche Kräfte bemerkt und er kann durch seine genialen Fähigkeiten Kontakt zum obersten Techno-Heiligen San Severo de Loyoza aufbauen. Dieser unterstützt ihn fortwährend, weil er in ihm einen Auserwählten sieht. Um seine Macht zu vergrößern, beginnt Albino sich auch mit mörderischen Aktionen Respekt bei den Techno-Technikern zu verschaffen. Er entwickelt auch Superkräfte und kann sich zweiteilen. Er erreicht schließlich den obersten Rang des Techno-Vaters. Seine große Mission am Lebensende ist, 500.000 Pan-Technos ins gelobte Universum zu führen, wo menschliche Beziehungen mehr zählen als technischer Fortschritt. Nach dem Überstehen vielerlei Gefahren auf dem Weg durch den Weltraum gelingt dieses Vorhaben.

## Veröffentlichung
Die Alben wurden in Frankreich 1998 bis 2006 bei Les Humanoïdes Associés veröffentlicht, wo 2009 auch ein Sammelband erschien. In Deutschland wurden sie 1999 bis 2006 bei Egmont Ehapa Media verlegt, wo 2010 auch der Sammelband erschien.

### Alben
- La Pré-école Techno (1998) / Albino, der Meister der Spiele (1999)
- L’École pénitentiaire de Nohope (1999) /  Die Sträflingsschule von Nohope (2000)
- Planeta Games (2000) / Planet Games (2002)
- Halkattrazz, l'étoile des Bourreaux (2002) / Halkattraz, die Schule der Henker (2003)
- La Secte des Techno-évêques (2003) /  Die Sekte der Techno-Bischöfe (2004)
- Les Secrets du Techno-Vatican (2004) /  Das Geheimnis des Techno-Vatikans (2004)
- Le Jeu parfait (2005) / Das perfekte Techno-Spiel (2006)
- La Galaxie Promise (2006) / Die gelobte Galaxis (2007)